# Nucina
Genre
Nucina est un genre d'opilions laniatores de la famille des Triaenonychidae.

## Distribution
Les espèces de ce genre sont endémiques de Tasmanie en Australie.

## Liste des espèces
Selon World Catalogue of Opiliones (29/05/2021) :
- Nucina dispar Hickman, 1958
- Nucina silvestris Hickman, 1958

## Publication originale
- Hickman, 1958 : « Some Tasmanian harvestmen of the family Triaenonychidae (sub-order Laniatores). » Papers and proceedings of the Royal Society of Tasmania, vol. 92, p. 1–116 (texte intégral).